# Micsoda nő!
A Micsoda nő! (eredeti cím: Pretty Woman) 1990-ben bemutatott amerikai romantikus vígjáték Garry Marshall rendezésében. Főszereplői Julia Roberts és Richard Gere.
Az 1990-es évek egyik legnagyobb bevételét produkáló mozija.
A film Julia Robertsnek a legjobb női szereplő Oscar-díj-jelölést, a legjobb színésznőnek járó Golden Globe-díjat, világhírt, és ezzel együtt újabb sikeres filmszerepeket hozott.

## Rövid történet
Egy jóképű üzletember és a Los Angeles utcáin dolgozó, kezdő prostituált szerelmi története.

## Cselekmény
Edward Lewis sikeres, gazdag, jóképű üzletember Los Angelesben, a Hollywood Boulevardon autózik egy barátjától kölcsönvett Lotusszal, a szállodájába szeretne eljutni. Miközben a kocsi váltójával viaskodik, egy, az út szélén álló csinos prostituált megy oda hozzá, Edward tőle kér útbaigazítást. A lány 10$-ért vállalja az idegenvezetést. Viviannek nagyon tetszik az autó, és jobban is ért hozzá, mint a férfi, ezért az átadja neki a kormányt. Edward a hotel előtt elbúcsúzik a lánytól, majd mégis megkéri, töltse vele az éjszakát.

Vivian útbaigazítja a férfit

Másnap Edward üzleti vacsorára megy, ahol James Morse cégtulajdonossal és unokájával találkozik.  A cégüket fel szeretné vásárolni, majd feldarabolni és eladni. Üzlettársa azt tanácsolja neki, hogy az este kötetlenebb hangulata érdekében női társasággal érkezzen. A férfi felkéri Viviant, hogy további egy hétig – a városban tartózkodása idejéig – maradjon vele. Mindezért 3000 dollárt fizet neki, és állja további költségeit is. Odaadja Viviannek a hitelkártyáját, hogy estére szerezzen be magának megfelelő ruhákat. A lány bevásárló körútra indul a híres Rodeo Drive-ra, de ruházata miatt mindenhonnan kinézik, és nem hajlandóak kiszolgálni. Csalódottan tér vissza a szállodába, ahol a hotel igazgatója, Bernard Thompson várja. Megkéri, hogy amennyiben nincs keresnivalója a szállodában, hagyja el azt. Vivian elmondja Bernardnak Mr. Lewis kívánságát. A férfi segít a lánynak a ruhavásárlásban, és még rövid etikett leckét is ad neki. Edward este szinte rá sem ismer a nőre. Az üzleti vacsora oldott hangulatban kezdődik, de mivel a két üzletember nem tud megfelelő alkut kötni, Morse és unokája távozik.

Vivian úrihölgyként

Másnap Edward elkísérni Viviant vásárolni. Az üzletekben az eladók körülrajongják a lányt, mivel a férfi előre leszögezi, hogy nagy pénzösszeget fognak otthagyni. Edward magára hagyja Viviant, aki folytatja a vásárlást, és teljesen új nőként tér vissza a szállodába. Éjszaka a férfi egyre jobban megnyílik Vivian előtt, sokat beszélgetnek.
A következő közös program egy lovaspóló verseny – üzleti érdekből –, amin Morse fia is részt vesz. Edward bemutatja Viviant barátjának, cége jogászának, Phillipnek. Miután Phillip aggodalmát fejezi ki amiatt, hogy Vivian kellemesen elbeszélget Morse fiával, ipari kémkedéssel vádolja a lányt. Erre Edward bevallja, hogy Vivian egy prostituált, akit néhány nappal azelőtt szedett fel az utcán. Phillip ezután szinte rögtön ajánlatot is tesz a nőnek. Vivian számon kéri Edwardon, hogy miért árulta el kilétét Phillipnek. A lány megalázónak tartja a helyzetet, ezért ott akarja hagyni a férfit, de az utána megy és bocsánatot kér tőle.
Edward meglepetésként repülővel a San Franciscó-i operába viszi Viviant, ahol a Traviatát nézik meg. A lánynak csodás élmény a darab.
Másnap a férfi Vivian unszolására – szokásától eltérően – szabadnapot vesz ki, amit a lánnyal tölt a városban.
A férfi egyre kevésbé akar elválni a lánytól. Az utolsó nap reggelén Edward felajánlja neki, hogy vesz Viviannek egy lakást és eltartja őt. A lány azonban ezt visszautasítja, ő ennél többre vágyik. Azt szeretné, hogy a férfi tündérmesébe illő, romantikus módon mentse meg őt helyzetéből.
A Morse-szal történő tárgyalás során Edward új elhatározásra jut, ezúttal nem feldarabolni akarja a céget – mint azt korábban tette volna –, hanem megmenteni a csődtől. Phillip nagyon feldühödik, és felkeresi Edwardot a lakosztályában, ám csak Viviant találja ott. Phillip tudja, hogy Edward a lány miatt változtatta meg döntését, dühöngve rá akarja erőszakolni magát Vivianre. Ekkor toppan be Edward, aki lerángatja Phillipet a nőről, és kidobja.
Az utolsó este Edward újra elmondja ajánlatát, amit Vivian megint visszautasít, és visszamegy lakótársnőjéhez, a szintén prostituált Cicához. Vivian elhatározza, hogy feladja korábbi életét, elköltözik San Franciscóba, és továbbtanul.
Edward eközben kijelentkezik a szállodából.  Bernard, a kedves igazgató utal rá, hogy Viviant ugyanaz a sofőr vitte haza, aki őt is elfuvarozza a repülőtérre.
Vivian az ablakból hallja felcsendülni a Traviata egyik dalát, és kinézve látja, hogy Edward a fehér limuzinnal, virágcsokorral és esernyőjét kardként a kezében tartva megérkezik, majd felmászva a tűzlétrán megmenti a lányt – a toronyba zárt mesebeli hercegnő lovagjához hasonlóan. A tündérmese valóra válik.

## Szereplők
- Richard Gere – Edward Lewis (magyar hangja: Kern András)
- Julia Roberts – Vivian Ward (magyar hangja: Tóth Enikő)
- Ralph Bellamy – James Morse (magyar hangja: Simon György)
- Jason Alexander – Phillip Stuckey (magyar hangja: Balázs Péter)
- John David Carson – Mark Roth (magyar hangja: ?)
- Laura San Giacomo – Cica (Kit De Luca) (magyar hangja: Simorjay Emese)
- Alex Hyde-White – David Morse (magyar hangja: Csernák János)
- Hector Elizondo – Bernard „Barney” Thompson (magyar hangja: Kertész Péter)
- Amzie Strickland – idős hölgy (magyar hangja: Kádár Flóra)
- Amy Yasbeck – Elizabeth Stuckey  (magyar hangja: Győry Franciska/Jani Ildikó)
- Elinor Donahue – Bridget (magyar hangja: ?)
- Judith Baldwin – Susan (magyar hangja: Menszátor Magdolna)
- Jason Randal – bűvész (magyar hangja: Jakab Csaba)
- Billy Gallo – Carlos (magyar hangja: Jakab Csaba)
- Hank Azaria – nyomozó (magyar hangja: Csankó Zoltán)
- Larry Hankin – háziúr (magyar hangja: Varga Tamás)
- Larry Miller – Mr. Hollister (magyar hangja: Hegedűs D. Géza)

További magyar hangok: Balázsi Gyula, Benkő Péter, Gyabronka József, Kovács István, Wohlmuth István

## Szereplőválogatás
A válogatás igen hosszadalmas folyamat volt. Edward szerepére elsősorban Christopher Reeve és Al Pacino került szóba. Julia Roberts sem volt az első Garry Marshall rendező listáján: akkoriban még nem volt ismert a hollywoodi körökben, és a mozi gyártója, a Disney sem támogatta (ők egyébként Meg Ryant szerették volna Vivian szerepére). A forgatókönyvet azonban számos színésznő visszaadta (többek között: Daryl Hannah, Sandra Bullock, Winona Ryder (őt a rendező találta túl fiatalnak), Jodie Foster, Uma Thurman, Sarah Jessica Parker, Brooke Shields (őt a rendező rúgta ki), Kim Basinger, Geena Davis, Diane Lane, Heather Locklear, Sharon Stone, Michelle Pfeiffer, Rosanna Arquette), mert nem bíztak a tündérmesébe hajló történet sikerében, vagy egyszerűen női szemmel megalázónak ítélték.

## Forgatás
A Micsoda nő! költségvetését nem korlátozta a Disney, így a mozi nagy részét Los Angelesben, Beverly Hillsen forgatták. A Beverly Wilshire szálloda belső felvételeit az azóta lebontott Ambassor Hotelben vették filmre.
Edward eredetileg Ferrarit, vagy Porschét vezetett volna, de a termékelhelyezést mindkét márka visszautasította, mert nem szerették volna, ha autóikat a prostitúcióval kapcsolná össze a nézőközönség. A Lotus azonban felfedezte a filmben rejtő reklámértéket, és egy Silver 1989,5 Esprit SE-t ajánlott fel, amit később el is adott. A cég számításai bejöttek, értékesítései 1990 és 1991 között megháromszorozódtak.
A forgatás 1989. július 24-én kezdődött és 1989. október 18-ig tartott. A költségvetési keret hiányában a filmezés nyugodt tempóban haladhatott, nem voltak szoros határidőkhöz kötve.

## Érdekességek
- Abban a jelenetben, mikor Vivian a földön fekve az I love Lucy-t nézi a tévében, Julia nem tudott valódi nevetést produkálni, ezért a rendező (kamerákon kívül) megcsiklandozta Julia lábát, a nevetését felvették, majd később ezt vágták a filmbeli jelenet alá.[4]
- Edward lakosztályába érkezve Vivian megkapja fizetségét a férfitól, amit csizmájába csúsztat, de amikor később azt leveszi, a pénz már nincs sehol.
- A filmzene-album az 1990-es évek egyik legsikeresebb lemeze volt.
- A szállodaigazgatót játszó Héctor Elizondo a rendező kabalája, minden filmjében szerepelteti.
- Amikor Edward operába viszi Vivian-t, Giuseppe Verdi La Traviata című darabját nézik meg, ami egy jólelkű prostituált és egy jól szituált úriember szerelmét meséli el. Vivian nem érti a szöveget, mert azt olasz nyelven adják elő, de elsírja magát a történeten.
- A film eredeti címe 3000$ lett volna.[5] Edward ennyit fizetett Viviannek a vele töltött hétért.
- A film kezdetben drámának indult, amiben a New Yorkban élő prostituáltak helyzetét szerették volna bemutatni, mélyebb témákat is érintve.[4]
- A zongoradarabot, amit Richard Gere karaktere játszik el a szálloda halljában, Gere szerezte és valóban ő is adta elő.

## Bevételek
A mozi a nyitó hétvégén több mint 11 millió dollár bevételt hozott. Az összbevétel 463 millió dollár felett van. A Micsoda nő! lett az USA-ban az év negyedik legnagyobb bevételét hozó filmje, világszerte pedig a harmadik.

## Kritikák
A film a nézők körében nagy sikert aratott, de a hozzáértők vegyes kritikákkal illették. Owen Gleiberman húsz évvel az Entertainment Weeklyben megjelent bírálatát követően bevallotta, hogy felülvizsgálta korábbi cikkét, és belátja, tévedett.

## Díjak és jelölések
Oscar-díj (1991)
- jelölés: legjobb női főszereplő – Julia Roberts

Golden Globe-díj (1991)
- díj: legjobb színésznő – zenés film és vígjáték kategória – Julia Roberts
- jelölés: legjobb férfi mellékszereplő – Hector Elizondo
- jelölés: legjobb színész – zenés film és vígjáték – Richard * Gere
- jelölés: legjobb film – zenés film és vígjáték

BAFTA-díj (1991)
- jelölés: legjobb film – Steven Reuther, Arnon Milchan, Garry Marshall
- jelölés: legjobb eredeti forgatókönyv – J.F. Lawton
- jelölés: legjobb jelmeztervezés – Marilyn Vance
- jelölés: legjobb női alakítás – Julia Roberts

## Zene
A Micsoda nő!-ben elhangzó dalok rendkívül sikeresek lettek. Az „Oh, Pretty Woman” című Roy Orbison dal (1964) inspirálta a film címét. Roxette „It must have been love”-ja 1990 júniusában elérte a toplista első helyét. A filmben felhangzik még a Red Hot Chili Peppers „Show me your soul” című száma is.
A La Traviata opera egy darabja a film végén megismétlődik.

### Elhangzó dalok
- "Wild Women Do" (Natalie Cole) 4:06
- "Fame '90" (David Bowie) 3:36
- "King of Wishful Thinking" (Go West) 4:00
- "Tangled" (Jane Wiedlin) 4:18
- "It Must Have Been Love" (Roxette) 4:17
- "Life in Detail" (Robert Palmer) 4:07
- "No Explanation" (Peter Cetera) 4:19
- "Real Wild Child (Wild One)" (Christopher Otcasek) 3:39
- "Fallen" (Lauren Wood) 3:59
- "Oh, Pretty Woman" (Roy Orbison) 2:55
- "Show Me Your Soul" (Red Hot Chili Peppers) 4:20